# GW190521
جي دبليو 190521 (بالإنجليزية: GW190521)‏ (أو GW190521g؛ في البداية، S190521g) عبارة عن إشارة موجة ثقالية ناتجة عن اندماج ثقبين أسودين بالقرب من ثقب أسود ثالث فائق الكتلة، والذي ارتبط بوميض ضوئي متزامن وغير معهود. وقد رُصد هذا الحدث من قبل مرصد ليغو وفيرجو، في 21 مايو 2019 الساعة 03:02:29 UTC، وأُكّد لاحقًا في دراسة نُشرت يوم 2 سبتمبر عام 2020. يقع الحدث على بعد 17 مليار سنة ضوئية، في منطقة الموقع 765 درجة2  باتجاه كوكبة الهلبة، أو السلوقيان، أو العنقاء.
يعتبر الثقبان الأسودان اللذان يشتمل عليهما هذا الاندماج أكبر كتل سلفية لُوحظت حتى الآن. وكان للثقب الأسود الناتج كتلة أكبر من حجم الشمس بـ142 مرة، وهو أكبر ثقب أسود يُرصد على الإطلاق عن طريق موجات الجاذبية، مما يجعل هذا أول اكتشاف واضح لثقب أسود متوسط الكتلة. تم إشعاع الكتل الشمسية التسعة المتبقية كطاقة على شكل موجات ثقالية.

## الأهمية المادية
يُعد جي دبليو 190521 اكتشافًا مهمًا بسبب كتلته الكبيرة الناتجة، ويُعد أول إثبات مباشر على وجود ثلاثة ثقوب سوداء بحجم وسطي «بحجم أكبر بـ 100 مرة إلى 100 ألف مرة من الشمس»، الأمر الذي يساعد في معرفة كيفية تشكل ثقوب السوداء الكتلة المتوسطة، في نطاق 10 2 -10 5 كتلة شمسية، ويفترض الباحثون «اندماجًا هرميًا، حيث ربما يكون الثقبان الأسودان السالفان قد تشكلا من اندماج ثقبين أسودين صغيرين، قبل الهجرة معًا والاندماج في النهاية.»
وفقًا لعضو فريق الاكتشاف فيكي كالوجيرا من جامعة نورث وسترن، «هذا هو القياس الأول والوحيد الثابت / الآمن للكتلة لثقب أسود متوسط الكتلة في وقت ولادته. . . الآن نحن نعرف بشكل موثوق طريقة واحدة على الأقل [يمكن أن تتشكل مثل هذه الأجسام]، من خلال اندماج الثقوب السوداء الأخرى.»

## نظير كهرومغناطيسي محتمل
في يونيو 2020، أبلغ علماء الفلك، باستخدام مرفق زويكي العابر (ZTF) الموجود في مرصد بالومار في كاليفورنيا، عن تفاصيل رصد مرتبطة بشكل غير وثيق بالثقب جي دبليو 190521، لدمج اثنين من الثقوب السوداء، بالقرب من ثقب أسود ثالث كبير جدًا، التي تنبعث منها ومضة من الضوء بشكل غير معهود. إذا كان هذا صحيحًا، يُزعم أن هذا الحدث هو أول وهج ضوئي على الإطلاق لوحظ في اندماج اثنين من الثقوب السوداء بواسطة علماء الفلك. لا تصدر عمليات اندماج الثقوب السوداء أي ضوء على الإطلاق. يعتقد الباحثون أن حدثًا فريدًا قد حدث مع الثقوب السوداء الثلاثة: ربما يكون الثقب الأسود الهائل الثالث الأكبر قد أثر على اندماج الثقوب السوداء الأصغر حجمًا، مما أدى إلى جعل الثقب الأسود المتشكل حديثًا يتدفق عبر قرص التراكم ذي الصلة، مما يؤدي إلى تعطيل مادة القرص وإنتاج توهج الضوء. كان الثقب الأسود المشكل حديثًا أكبر بمئة مرة من كتلة الشمس وانتقل بسرعة 200 كيلومتر في الثانية (120 ميل/ث) عبر القرص، وفقًا لعلماء الفلك.
وفقًا لماثيو جراهام، عالم الفلك الرئيسي في الدراسة، «كان هذا الثقب الأسود الهائل يضطرب طوال سنوات قبل هذا التوهج المفاجئ. حدث التوهج في النطاق الزمني الصحيح، وفي المكان المناسب، ليتزامن مع حدث موجة الجاذبية. في دراستنا، نستنتج أن التوهج من المحتمل أن يكون نتيجة اندماج ثقب أسود، لكن لا يمكننا استبعاد الاحتمالات الأخرى تمامًا.»
يتنبأ علماء الفلك بتكرار وهج الضوء في هذا المصدر، بسبب إعادة اللقاء مع قرص التراكم ذي الصلة، بعد حوالي 1.6 سنة. إذا لوحظ التوهج المتوقع، فسيتم دعم الادعاءات الأولية لعلماء الفلك بشكل أكبر.

## روابط خارجية
- "GW190521". ليغو (مرصد). مؤرشف من الأصل في 2020-09-02.
- Video (74:15): Webinar GW190521 على يوتيوب (LIGO؛ 3 September 2020).
- Video (00:30): Simulation of Black-Hole Merger على يوتيوب (AEI؛ 2 September 2020).